# Czasopisma harcerskie
Czasopisma harcerskie – czasopisma o tematyce harcerskiej lub junackiej, najczęściej wydawane przez organizacje harcerskie.

## Związek Harcerstwa Polskiego
- Skaut (1911-1939)
- Harcmistrz (1917-1933)
- Harcerstwo (1959-1997)
- Harcerz (1917-1936)
- Drogi
- Drużyna (1956-1963) - dwutygodnik instruktorów harcerskich
- Czuwaj - miesięcznik instruktorów ZHP (1990 - nadal)
- Propozycje
- Motywy (1957-1989)
- Świat Młodych (1949-1993)
- Wiadomości Urzędowe ZHP
- Na Tropie
- Na Przełaj (1957-1991)
- Harcerz Rzeczypospolitej - ogólnopolskie czasopismo harcerskie (1981 - nadal, ale od 1990 jako pismo ruchu harcerskiego)

## Związek Harcerstwa Rzeczypospolitej
- Czuwajmy - kwartalnik Harcerskich Kręgów Kleryckich ZHR
- Drogowskazy - kwartalnik Programowo-Metodyczny Instruktorów Organizacji Harcerzy ZHR
- Instruktor - Pismo Instruktorek i Instruktorów ZHR
- Krajka - kwartalnik Organizacji Harcerek ZHR

## Inne
- Drużyna - (1912-1921, z przerwami) - czasopismo dla młodzieży wiejskiej, propagujące ruch junacki